# Прайор, Марк
Марк Лансфорд Прайер (род. 10 января 1963 года) — американский политик, сенатор от Арканзаса с 2003 по 2015. Он является членом Демократической партии, был прокурором штата Арканзас с 1999 по 2003 год.

## Биография
Родился в Фейетвилле, штат Арканзас, отец — бывший губернатор Арканзаса и сенатор Дэвид Прайор. Получил степень бакалавра и окончил юридический факультет университета Арканзаса в Фейетвилле. Работал в частной юридической практике в течение нескольких лет, пока не был избран в палату представителей штата Арканзас в 1990 году. Затем был избран главным прокурором штата в 1998 году. Выдвинул свою кандидатуру в Сенат США в 2001 году (на то же место, которое занимал его отец с 1979 по 1997 год) и был избран с 54 % голосов.
Был переизбран в ходе кампании 2008 года без оппонента от Республиканской партии. Занимал пост председателя подкомитета палаты по защите прав потребителей, безопасности продукции и страхованию. Не сумел переизбраться в третий раз в 2014 году, проиграв республиканцу Тому Коттону.